# Kriegsmaschine
Kriegsmaschine – polski projekt black metalowy założony w 2002 w Krakowie. W zespole udzielają się członkowie takich formacji jak Hate, Crionics, Mgła czy MasseMord. Grupa zadebiutowała albumem Altered States of Divinity, w sierpniu 2005 roku. W kolejnych latach ukazało się kilka mniejszych płyt. W lutym 2014 nakładem krakowskiej wytwórni No Solace pojawiło się drugie wydanie zespołu - Enemy Of Man. W 2018 roku pojawił się kolejny album zespołu, także pod nakładem No Solace - Apocalypticists.

## Dyskografia
- (2003) Flagrum (Demo)
- (2003) Possessed by Utter Hate / The Flame That Burns Inside (Split)
- (2003) Devotee (Demo)
- (2004) Promo 2004 (Demo)
- (2004) A Thousand Voices (EP)
- (2005) Altered States of Divinity (LP)
- (2006) Szron / Kriegsmaschine (Split)
- (2010) Transfigurations (Split) razem z Infernal War
- (2014) Enemy of Man
- (2018) Apocalypticists